# Phong Nẫm, Giồng Trôm
Phong Nẫm là một xã thuộc huyện Giồng Trôm, tỉnh Bến Tre, Việt Nam.

## Địa lý
Xã Phong Nẫm nằm ở phía bắc huyện Giồng Trôm, có vị trí địa lý:
- Phía đông giáp xã Châu Hòa
- Phía tây giáp thành phố Bến Tre và huyện Châu Thành
- Phía nam giáp các xã Lương Hòa, Lương Quới và Mỹ Thạnh
- Phía bắc giáp huyện Bình Đại.

Xã Phong Nẫm có diện tích 20,50 km², dân số năm 2019 là 9.707 người, mật độ dân số đạt 474 người/km².

## Lịch sử
Địa bàn xã Phong Nẫm hiện nay trước đây vốn là hai xã Phong Mỹ và Phong Nẫm thuộc huyện Giồng Trôm.
Trước khi sáp nhập, xã Phong Nẫm có diện tích 10,23 km², dân số là 5.860 người, mật độ dân số đạt 573 người/km². Xã Phong Mỹ có diện tích 10,27 km², dân số là 3.847 người, mật độ dân số đạt 375 người/km².
Ngày 10 tháng 1 năm 2020, Ủy ban Thường vụ Quốc hội ban hành Nghị quyết số 856/NQ-UBTVQH14 về việc sắp xếp các đơn vị hành chính cấp xã thuộc tỉnh Bến Tre (nghị quyết có hiệu lực từ ngày 1 tháng 2 năm 2020). Theo đó, sáp nhập toàn bộ diện tích và dân số của xã Phong Mỹ vào xã Phong Nẫm.